# Dysdera pandazisi
Dysdera pandazisi là một loài nhện trong họ Dysderidae.
Loài này thuộc chi Dysdera. Dysdera pandazisi được miêu tả năm 1940 bởi Hadjissarantos.